# 中萩駅

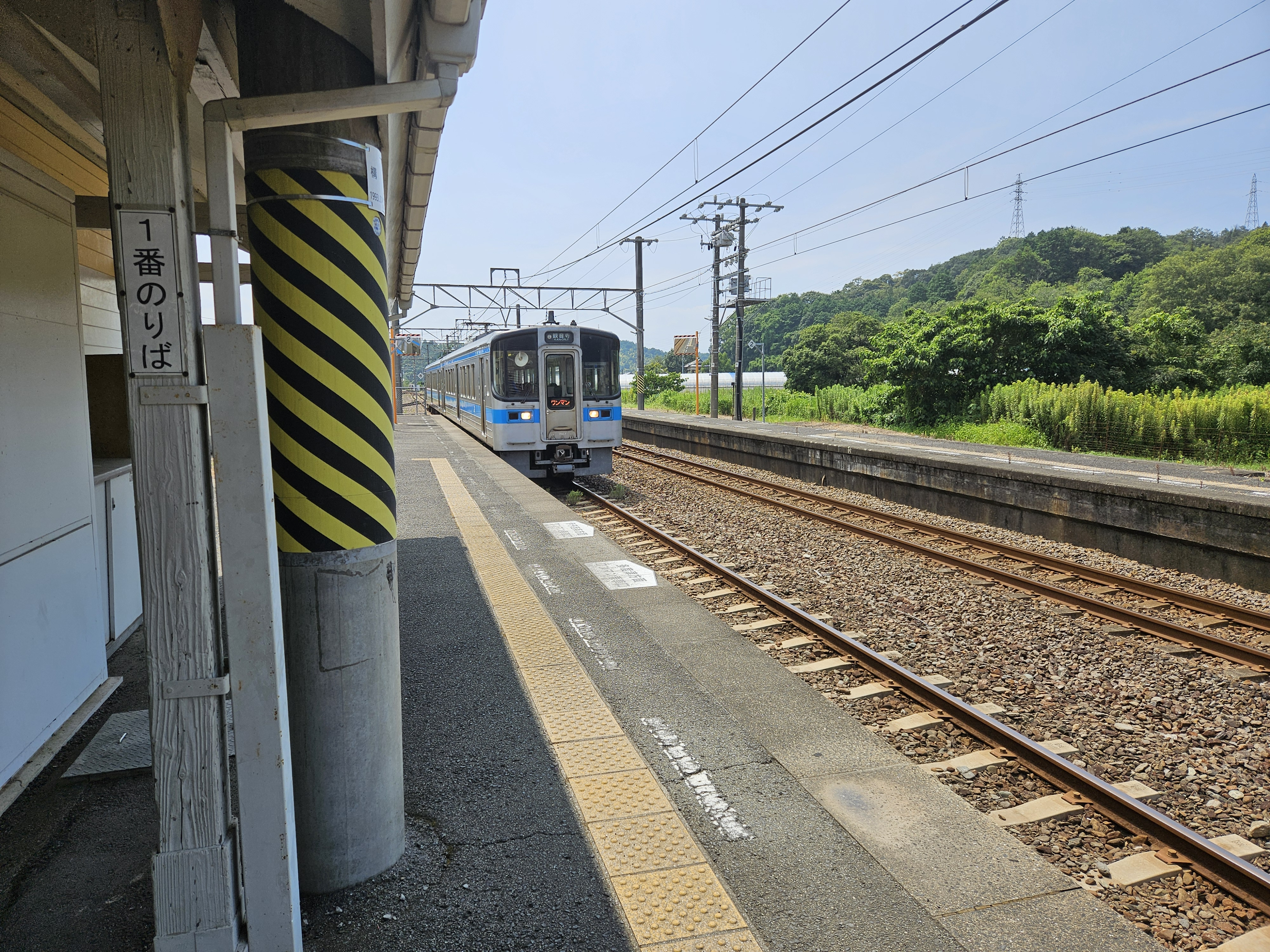
1番線ホームに入線する7000系普通列車

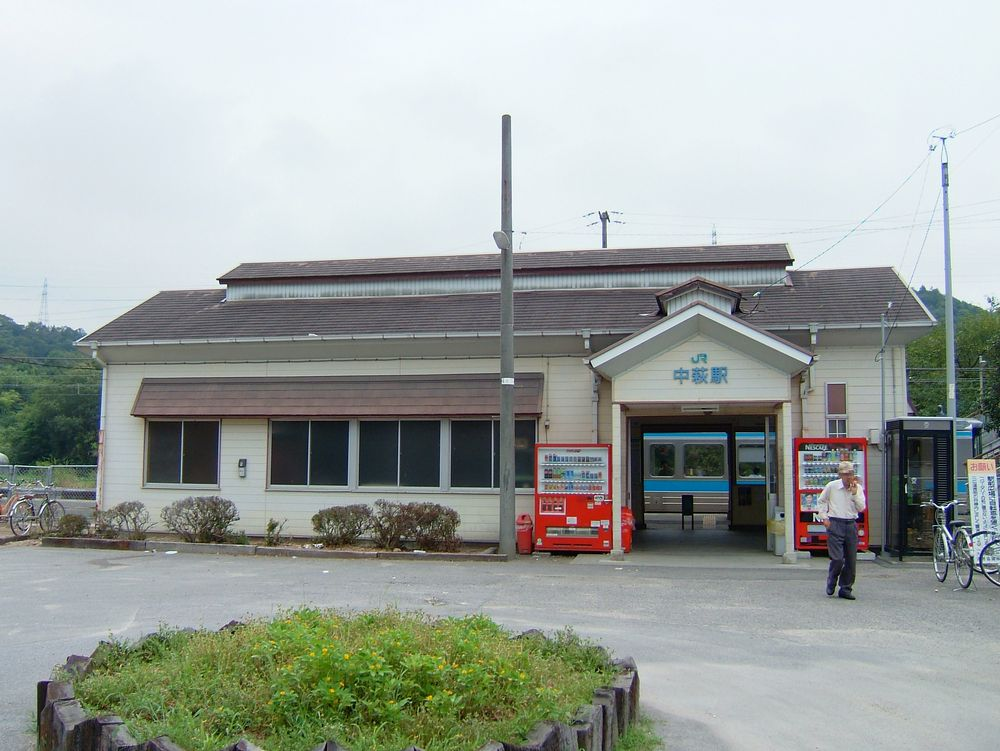
駅舎（2006年8月）

中萩駅（なかはぎえき）は、愛媛県新居浜市大生院にある四国旅客鉄道（JR四国）予讃線の駅である。駅番号はY30。標高46.7 m。

## 歴史
- 1921年（大正10年）9月21日：開業[3]。
- 1971年（昭和46年）11月8日：貨物および荷物扱い廃止[5]。無人化[6]。
- 1987年（昭和62年）4月1日：国鉄分割民営化により、四国旅客鉄道の駅となる[3]。

## 概要
笹ヶ峰の石鎚信仰並びに登山者のために誘致されたのが始まりとされている。現在でも笹ヶ峯登頂の始点とも言える駅の南側には「笹ヶ峯 石鉄山」の鳥居が建っている。

## 駅構造
1番線が上下副本線、2番線が上下本線（制限速度100km/h）となっている一線スルーで対向式2面2線の地上駅。このため、特急などの通過列車は上下線とも原則として2番線を通行するが、停車列車は上下線とも駅舎に面した1番のりばを優先的に使用する。
国鉄時代の駅舎をリニューアルして利用している。JR四国の駅舎に共通の出札用窓口があるが、無人駅で自動券売機等はない。無人化後、駅前の商店で乗車券の販売（簡易委託）をしていたことがあった。

### のりば
| のりば | 路線    | 方向 | 行先                       | 備考                       |
| ------ | ------- | ---- | -------------------------- | -------------------------- |
| 1      | ■予讃線 | 下り | 伊予西条・今治・松山方面   |                            |
| 1      | ■予讃線 | 上り | 新居浜・伊予三島・高松方面 | 通常はこのホーム           |
| 2      | ■予讃線 | 上り | 新居浜・伊予三島・高松方面 | 普通列車同士の行違い時のみ |

## 駅周辺

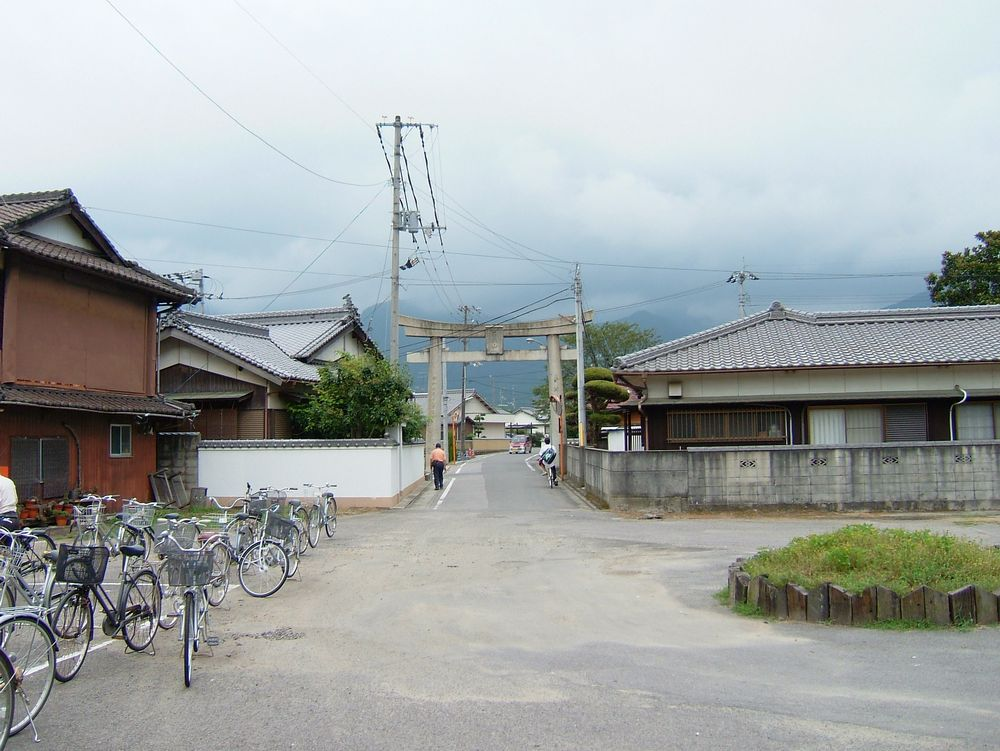
駅前風景（2006年8月）

駅前に小規模の駅前広場があり、そこから国道11号へのアクセス道路として愛媛県道137号線が南へ延びる。駅の周囲は住宅地であるが、駅前に商店等は設けられていない。
- 石鈇山往生院正法寺（鳥居は中萩駅前）
- 八幡神社（大生院）
- 中萩電業 - 電気工事業
- 国道11号
- 愛媛県道137号金子中萩停車場線
- せとうちバス「中萩駅前」停留所 - 国道11号沿い

## 隣の駅
四国旅客鉄道（JR四国）
■予讃線
■快速「サンポート」・■普通
新居浜駅 (Y29) - 中萩駅 (Y30) - 伊予西条駅 (Y31)